# افیولیت نایین
افیولیت ملانژ نایین در امتداد گسل نایین - دهشیر، در حاشیه باختری CEIM و بلوک یزد قرار گرفته‌است.

## سنگ‌شناسی افیولیت نایین
اگر چه فرایندهای زمین‌ساختی موجب از بین رفتن روابط بین واحدهای مختلف سنگی در توالی افیولیتی نایین شده‌اند، اما از جمله مهم‌ترین واحدهای تشکیل‌دهنده آنها می‌توان به آهک‌های پلاژیک، گدازه‌های بالشی، دایک‌های دیابازی و پریدوتیت‌های هارزبورگیتی (و نیز لرزولیتی و دونیتی) گوشته اشاره کرد که وقایع زمین‌ساختی هم‌زمان و بعد از تشکیل این افیولیت‌ها در ژوراسیک موجب دگرگونی آنها شده‌است که آمفیبولیت‌ها، پریدوتیت‌ها و پیکریت‌های دگرگون از عمده‌ترین آنها هستند. البته علاوه بر این، واحدهای سنگی نادگرگونی (شامل آهک‌های پلاژیک، گدازه‌های بالشی و روانه‌های گدازه‌ای بازالتی، دایک‌های دیابازی، پلاژیوگرانیت، گابرو، پیروکسنیت و پریدوتیت‌های هارزبورگیتی (و نیز لرزولیتی و دونیتی) گوشته) مربوط به دوران کرتاسه نیز در این مجموعه افیولیتی وجود دارند که تفاوت آنها با واحدهای دگرگون و خاستگاه آنها پیش از این توسط شیردشت زاده و همکاران وی به‌طور دقیق بررسی و بیان شده‌است.

### تحولات پوسته اقیانوس نئوتتیس در نایین-عشین
داده های زمین شناسی و ژئوشیمیایی نشان می دهند پوسته اقیانوسی نائین ‐ بافت از سمت جنوب به شمال بسته شده است . 